# Calogero (album)
Pour les articles homonymes, voir Calogero.
Albums de Calogero
Au milieu des autres
(2000) 3
(2004)
Singles
1. Aussi libre que moi
Sortie : 2002
2. En apesanteur
Sortie : 28 mai 2002
3. Tien An Men
Sortie : 2003
4. Prendre racine
Sortie : 2003

Calogero est le deuxième album de Calogero sorti en 2002. Il est de nouveau édité en 2003 avec un CD bonus comprenant 5 titres.

## Historique
Après un premier album solo Au milieu des autres sorti en 2000, Calogero décide de sortir un deuxième album. Il composera la quasi-totalité de l'album avec son frère Gioacchino. Parmi les artistes ayant écrit les textes de l'album, on y retrouve de nombreuses personnalités connues en France, comme Françoise Hardy pour Une dernière chance et Lionel Florence pour Tien An Men, Juste un peu de silence, Je vis où tu m'as laissé et Partir ou rester.
Le parcours de l'album dans les charts a duré près de 2 ans, même après à la sortie de l'album 3. Il est resté 104 semaines dans le classement français et 94 semaines dans le classement belge. Son meilleur classement est le no 3 en France, et no 2 en Belgique.
Quatre singles sont extraits de cet album, dont le hit En apesanteur, qui a été certifié disque d'or. Les autres singles ont connu un succès moindre. Parmi eux, on retrouve Aussi libre que moi, Tien An Men et Prendre racine

## Pistes de l'album
| 1.    | En apesanteur                                        | Alana Filippi                    | Calogero - Gioacchino    | 3:23 |
| 2.    | Aussi libre que moi                                  | Alana Filippi - Lionel Florence  | Calogero                 | 4:24 |
| 3.    | Tien An Men                                          | Lionel Florence                  | Calogero - Gioacchino    | 4:48 |
| 4.    | Prouver l'amour                                      | Pierre Grillet                   | Calogero                 | 3:12 |
| 5.    | Prendre racine                                       | Patrice Guirao                   | Calogero - Gioacchino    | 4:42 |
| 6.    | À la gueule des noyés                                | Patrice Guirao                   | Calogero - Gioacchino    | 4:06 |
| 7.    | Une dernière chance                                  | Françoise Hardy                  | Calogero                 | 4:47 |
| 8.    | Juste un peu de silence (En duo avec Yvette Hammond) | Lionel Florence - Patrice Guirao | Gioacchino               | 3:31 |
| 9.    | Je vis où tu m'as laissé                             | Lionel Florence - Alain Ekpob    | Calogero - Gioacchino    | 4:42 |
| 10.   | Partir ou rester                                     | Lionel Florence - Patrice Guirao | Calogero - Gioacchino    | 5:13 |
| 11.   | Le plus beau jour                                    | Raphael Haroche                  | Calogero - Olivier Marly | 6:25 |
| 12.   | L'Européen (apparaît après 1 minute sur la piste 11) | Alana Filippi                    | Calogero                 |      |
| 48:41 |                                                      |                                  |                          |      |

## Pistes du CD Bonus
| No | Titre                                          | Paroles                                      | Musique                  | Durée |
| -- | ---------------------------------------------- | -------------------------------------------- | ------------------------ | ----- |
| 1. | Le plus beau jour (live)                       | Raphael Haroche                              | Calogero - Olivier Marly | 4:12  |
| 2. | En apesanteur (live)                           | Alana Filippi                                | Calogero - Gioacchino    | 5:10  |
| 3. | De cendres et de terre (live)                  | Joëlle Kopf - Julie d'Aimé - Lionel Florence | Calogero                 | 6:25  |
| 4. | Juste un peu de silence (En duo avec Bérénice) | Lionel Florence - Patrice Guirao             | Gioacchino               | 3:48  |
| 5. | Prendre racine (nouvelle version)              | Patrice Guirao                               | Calogero - Gioacchino    | 4:19  |

## Musiciens
- Pierre Jaconelli – Guitare
- Olivier Marly – Guitare
- Michel Aymé – Guitare
- Calogero – Basse
- Magnus Perrson – Batterie
- Jean-Pierre Pilot – Claviers, programmation, piano
- Yannick Fonderie – Claviers, piano pour la chanson Tien An Men
- Yvette Hammond – Chœurs pour la chanson Prouver l'amour

## Classements
| Pays                   | Meilleure position | Entrée          | Sortie          |
| ---------------------- | ------------------ | --------------- | --------------- |
| France                 | 3                  | 23 février 2002 | 15 février 2004 |
| Belgique (Francophone) | 2                  | 2 mars 2002     | 12 juin 2004    |
| Suisse                 | 26                 | 4 août 2002     | 23 mai 2004     |